# Pedro Pardo i Bañeres
Pedro Pardo i Bañeres (Lleida, 3 de desembre de 1974) és compositor, director d'orquestra i cor i pianista català.
Pedro Pardo va néixer a Lleida en 1974, on va començar els seus estudis musicals. Els va continuar a Barcelona, on al Conservatori Municipal de Música de Barcelona va obtenir el Títol Professional de Composició i Instrumentació i els Títols Superiors de Solfeig, Piano, Direcció Coral i Direcció d'Orquestra. Més tard va augmentar els seus estudis de direcció als Masterkurse de Viena, amb el mestre Salvador Mas.
Dirigeix el cor de l'Orfeó Lleidatà des de 2005. Aquesta tasca l'ha dut a fer concerts arreu del territori i també li ha permès estrenar obres com ara el Concert per a piano i cor amb l'Orfeó Català al Palau de la Música. Ha estat el director i fundador de la Jove Orquestra de Cerdanyola (2008-2014) i és el director del Cor i l'Orquestra Aulos de l'Escola Municipal de Música de Cerdanyola del Vallès, on combina la seva faceta de concertista amb tasques pedagògiques. La temporada 2013-2014 va assumir la tasca de director artístic de la temporada musical de l'ajuntament de la ciutat. Ha participat en espectacles com Bim-bom, nadons al Palau i Zigzag, passets al Palau, sent el compositor, arranjador i pianista. També ha estat el compositor en exclusiva de l'acte central dels concerts familiars del centenari del Palau de la Música Catalana, amb la cantata Sent Cent per a cors, piano i percussió.
Actualment (any 2017) és el director titular de l'Orquestra Simfònica Victoria de los Ángeles (OSVA), amb la qual ha debutat al Teatre Nacional de Catalunya amb èxit de crítiques i on va estrenar la seva obra Essència en homenatge a la Fundació que porta el nom de la gran soprano catalana. Ha estrenat dues cançons amb l'OSVA amb lletra de la mateixa Victòria dels Àngels, dirigint la soprano basca Ainhoa Arteta, en el marc del seu debut al Festival Internacional de Música Castell de Peralada, amb gran èxit de crítica i públic.
El 2013 i el 2014 va ser membre del jurat del concurs musical de corals de TV3 Oh happy day. El 2015 va ser l'autor convidat del Memorial Joaquim Serra, per al qual compongué l'obra per a cobla Oratge. La temporada 2016-2017 va presentar la secció En clau de Pardo dins el programa Divendres de TV3. Actualment (any 2017) col·labora amb l'emissora Catalunya Ràdio i presenta el seu propi programa Els homes clàssics a Catalunya Música, juntament amb Albert Galceran.
Ha rebut nombrosos premis, tant en el camp de la composició com en el de la direcció, destacant el Premi d'Honor de Direcció d'Orquestra del Conservatori Superior de Barcelona, el Premi “Ateneu Popular de Ponent” de composició per l'obra simfònic-coral Visc en una ciutat, amb lletra de la poetessa lleidatana Rosa Fabregat i el Premi de Composició de la Fundació Orfeó Manresà per l'obra coral Cançó a Mahalta, amb lletra del poeta Màrius Torres.